# تجمع النقابات العمالية الماليزية
3°2′46.2″N 101°35′18.8″E / 3.046167°N 101.588556°E
تجمع نقابات العمال الماليزية (بالملايوية: Kongres Kesatuan Sekerja Malaysia)‏ ، هو المركز النقابي الوطني في ماليزيا. تم تشكيلها في عام 1949 وكانت تعرف في الأصل باسم مجلس نقابات العمال الملايو. ثم غيرت اسمها إلى مؤتمر نقابات العمال الملايو في عام 1958 ، ثم إلى اسمها الحالي مع تشكيل دولة ماليزيا.
وينتسب التجمع مع الاتحاد الدولي لنقابات العمال.

## المنظمات التابعة

### الزراعة
1. اتحاد موظفي جميع العقارات الماليزية (أميسو)
2. كيساتوان كاكيتانجان جباتان بيرتانيان ساراواك
3. كيساتوان بيكيرجا-بيكيرجا فيلدا
4. كيساتوان بيكيرجا-بيكيرجا ليمباغا كيماجوان إيكان ماليزيا
5. نقابة موظفي صناعة المزارع صباح
6. اتحاد موظفي صندوق صباح للمطاط
7. جمعية المديرين التنفيذيين الزراعيين صباح
8. كيساتوان بيكيرجا-مزارع بيكيرجا فيلدا شبكة التنمية المستدامة. دينار بحريني.
9. كيساتوان بيكيرجا-بيكيرجا جباتان هوتان ساراواك
10. كيساتوان بيكيرجا-بيكيرجا فيلدا منتجات المطاط شبكة التنمية المستدامة. دينار بحريني.
11. هذا هو المكان الذي يوجد فيه الكثير من المال.
12. كيساتوان بيكيرجا-بيكيرجا صباح صناعة الغابات
13. اتحاد العاملين الإشرافيين والمتخصصين في حقول شل النفطية

### التعدين والبترول
1. كيساتوان كاكيتانغان بتروليوم ناسيونال بي إتش دي (بتروناس) ساراواك
2. كيساتوان كيبانغسان بيكيرجا-بيكيرجا لومبونغ سيمينانجونغ ماليزيا
3. كيساتوان بيكيرجا-بيكيرجا إسو الإنتاج ماليزيا شركة.
4. كيساتوان بيكيرجا-بيكيرجا كومبولان شل سيمينانجونج ماليزيا
5. اتحاد موظفي صباح للتعدين
6. نقابة عمال صناعة البترول صباح
7. نقابة عمال صناعة البترول في ساراواك
8. اتحاد موظفي ساراواك شل
9. ساراواك شل للإشراف على حقول النفط واتحاد الموظفين المتخصصين

### الكهرباء والماء
1. كيساتوان كاكيتانغان ليمباغا الجوية ملقا
2. كيساتوان كاكيتانغان بيهاك بيركواسا الهواء بولاو بينانغ
3. كيساتوان كاكيتانغان بونكاك نياغا (م) شبكة التنمية المستدامة. دينار بحريني.
4. كيساتوان سيكيرجا ليمباغا إير سيبو
5. اتحاد موظفي صناعة المياه صباح
6. اتحاد موظفي شركة ساراواك لإمدادات الكهرباء
7. اتحاد الضباط المبتدئين
8. كيساتوان بيكيرجا-بيكيرجا إنداه المياه كونسورتيوم شبكة التنمية المستدامة. دينار بحريني.
9. (م) شبكة التنمية المستدامة. دينار بحريني.
10. كيساتوان جوروتيرا-جوروتيرا صباح الكهرباء شبكة التنمية المستدامة. دينار بحريني.
11. كيساتوان بيكيرجا-بيكيرجا ساج القابضة شبكة التنمية المستدامة. دينار بحريني.
12. كيساتوان بيركانتومان بيكيرجا-بيكيرجا تيناغا ناسيونال دينار بحريني.
13. بيرسوتوان إكسيكوتيف تيناغا ناسيونال دينار بحريني.

### التجارة والمصارف والتمويل
1. رابطة موظفي المصارف ماليزيا
2. رابطة ضباط بنك هونغ كونغ
3. رابطة ضباط مايبانك من الدرجة الأولى
4. رابطة المديرين التنفيذيين مايبانك
5. كيساتوان كاكيتانغان أنغكاتان كوبيراسي كيبانغسان ماليزيا دينار بحريني. (كيسوكا)
6. بنك كيساتوان كاكيتانجان إكسيكوتيف للتجارة (م) دينار بحريني.
7. كيساتوان بيغاواي - بنك بيغاواي معاملات (م) دينار بحريني.
8. كيساتوان سيكيرجا كاكيتانغان بنك كيرجاساما راكيات ماليزيا بيرهاد
9. الاتحاد الوطني لموظفي البنك
10. الاتحاد الوطني للعمال التجاريين
11. اتحاد موظفي المصارف صباح
12. اتحاد موظفي صباح التجاريين
13. اتحاد موظفي بنك ساراواك
14. كيساتوان بيغاواي-بنك بيغاواي صباح
15. بنك كيساتوان كاكيتانجان سيمبانان ناسيونال
16. بيرساتوان بيغاواي-بيغاواي بينتادبيران إندستري إنفرانس

### البناء
1. اتحاد العاملين في صناعة البناء والتشييد

### التصنيع
1. اتحاد موظفي صناعة الأسمنت
2. اتحاد عمال الكيماويات في مالايا
3. اتحاد موظفي بنك دبي الإسلامي
4. جمعية موظفي الإدارة
5. اتحاد موظفي صناعة المشروبات ، ساراواك
6. نقابات عمال الصناعة الكهربائية
7. و & نسك المشروبات شبكة التنمية المستدامة. دينار بحريني. اتحاد الموظفين التنفيذيين
8. عمال جوهور للمنسوجات والملابس
9. كيساتوان كاكيتانغان إسبيك شبكة التنمية المستدامة. دينار بحريني.
10. كيساتوان كاكيتانغان بيراك – هانجونغ سيمين شبكة التنمية المستدامة. دينار بحريني.
11. كيساتوان كاكيتانغان بيرسيتاكان كيسيلاماتان ناسيونال بيرهاد
12. كيساتوان بيكيرجا إم تي سي
13. كيساتوان بيكيرجا-بيكيرجا بيرودوا
14. كيساتوان بيكيرجا-بيكيرجا المشاريع الصغيرة والمتوسطة تكنولوجيز شبكة التنمية المستدامة. دينار بحريني.
15. كيساتوان بيكيرجا-بيكيرجا المنسوجات الاكريليك من ماليزيا شبكة التنمية المستدامة. دينار بحريني.
16. كيساتوان بيكيرجا-بيكيرجا دمج أجزاء المصنعين شبكة التنمية المستدامة. دينار بحريني.
17. كيساتوان بيكيرجا-بيكيرجا أبم امتصاص الصدمات
18. كيساتوان بيكيرجا - بيكيرجا لصناعة قطع غيار السيارات (مقاعد ومشعات)
19. كيساتوان بيكيرجا-مصفاة بيكيرجا المركزية للسكر
20. كيساتوان بيكيرجا-بيكيرجا فوجيكورا كابل فيدرالي
21. كيساتوان بيكيرجا-بيكيرجا جولا بادانج تيراب دينار بحريني.
22. كيساتوان بيكيرجا-بيكيرجا هاريس التكنولوجيا المتقدمة (م) شبكة التنمية المستدامة. دينار بحريني.
23. كيساتوان بيكيرجا-بيكيرجا كيان جو
24. كيساتوان بيكيرجا-بيكيرجا كيلانج جولا فيلدا بيرليس شبكة التنمية المستدامة. دينار بحريني.
25. كيساتوان بيكيرجا-بيكيرجا لوكاس أوتوموتيف شبكة التنمية المستدامة. دينار بحريني., سيناي
26. كيساتوان بيكيرجا-بيكيرجا الملايو الصينية الكيميائية
27. زجاج كهربائي من الفولاذ المقاوم للصدأ. دينار بحريني.
28. كيساتوان بيكيرجا-بيكيرجا بيروساهان كومبولان المتحدة للسيارات
29. كيساتوان بيكيرجا-بيكيرجا بيروساهان ميمبات تكستيل دان باكايان بيراك
30. كيساتوان بيكيرجا-بيكيرجا بيوتر كرافتانغان
31. كيساتوان بيكيرجا-بيكيريا سياريكات غومي ميتال تكنيك (م) شبكة التنمية المستدامة. دينار بحريني.
32. كيساتوان بيكيرجا-بيكيرجا سيمي الإطارات الدولية ماليزيا شبكة التنمية المستدامة. دينار بحريني.
33. كيساتوان بيكيرجا-بيكيرجا تامورا للإلكترونيات (م) شبكة التنمية المستدامة. دينار بحريني.
34. كيساتوان بيكيرجا-بيكيرجا بيروساهان ميمبات تكستيل دان باكايان بولاو بينانج دان سيبيرانج بيراي
35. اتحاد موظفي تصنيع الآلات
36. اتحاد العاملين في صناعة السكر في الملايو
37. اتحاد موظفي الصناعات المعدنية
38. اتحاد الموظفين الإشرافيين لمجمعي السيارات شبه جزيرة ماليزيا
39. الاتحاد الوطني لعمال صناعة المشروبات
40. الاتحاد الوطني للعاملين في شركات تصنيع منتجات المطاط
41. الاتحاد الوطني لعمال صهر المعادن الصناعية
42. الاتحاد الوطني لعمال الصناعات البترولية والكيميائية
43. الاتحاد الوطني لعمال التبغ
44. الاتحاد الوطني لمعدات النقل عمال الصناعة المتحالفة
45. الاتحاد الوطني للعاملين في صناعة الأحذية
46. اتحاد موظفي تصنيع المنتجات المعدنية غير المعدنية
47. نقابة عمال النسيج والملابس نيجري سمبيلان وملقا
48. اتحاد موظفي صناعة الورق والمنتجات الورقية
49. نقابة موظفي صناعة الطباعة
50. الاتحاد البريطاني الأمريكي لموظفي التبغ ، ماليزيا
51. اتحاد عمال النسيج في سيلانجور والإقليم الفيدرالي
52. اتحاد عمال صناعة المشروبات
53. اتحاد عمال الصلب في مالاواتا
54. كيساتوان بيكيرجا-بيكيرجا نيبون إلك (م) شبكة التنمية المستدامة. دينار بحريني.
55. كيساتوان بيكيرجا-بيكيرجا الوقت تصل شبكة التنمية المستدامة. دينار بحريني.
56. كيساتوان بيكيرجا-بيكيرجا إبسون الدقة (م) شبكة التنمية المستدامة. دينار بحريني.
57. المرافق (م) شبكة التنمية المستدامة. دينار بحريني.
58. كيساتوان بيكيرجا-بيكيرجا كامي لصناعة الإلكترونيات (م) شبكة التنمية المستدامة. دينار بحريني.
59. كيساتوان بيكيرجا-بيكيرجا بيرودوا تصنيع المحرك شبكة التنمية المستدامة. دينار بحريني.
60. كيساتوان بيكيرجا-بيكيرجا هوكودن (م) شبكة التنمية المستدامة. دينار بحريني
61. كيساتوان بيكيرخا-بيكيرخا كاسيو (م) شبكة التنمية المستدامة. دينار بحريني.
62. كيساتوان كاكيتانغان بتروليوم ناسيونال دينار بحريني (بتروناس صباح)
63. كيساتوان بيكيرجا شل مدس (م) شبكة التنمية المستدامة. دينار بحريني. ساراواك
64. كيساتوان كاكيتانغان بيرسيتاكان ناسيونال ماليزيا دينار بحريني. ساراواك
65. كيساتوان بيكيرجا-بيكيرجا صباح الدولية للألبان شبكة التنمية المستدامة. دينار بحريني.
66. كيساتوان بيكيرجا-بيكيرجا هيتاشي المنتجات الاستهلاكية (م) شبكة التنمية المستدامة. دينار بحريني.
67. كيساتوان كاكيتانغان إكسيكوتيف إندستري ماكانان سم
68. اتحاد الموظفين التنفيذيين لصناعة المشروبات
69. كيساتوان بيكيرجا-بيكيرجا صباح الدولية للألبان شبكة التنمية المستدامة. دينار بحريني.
70. كيساتوان بيكيرجا-بيكيرجا إكسون موبيل للاستكشاف والإنتاج شركة ماليزيا.
71. كيساتوان بيكيرجا-بيكيرجا فليكسترونيكس التصنيع (م) شبكة التنمية المستدامة. دينار بحريني.
72. كيساتوان بيكيرجا-بيكيرجا بيركايوان سيمينانجونغ ماليزيا
73. كيساتوان بيكيرجا-بيكيرجا كيموندا ماليزيا شبكة التنمية المستدامة. دينار بحريني.

### النقل والاتصالات
1. بروك دوكيارد & اتحاد موظفي شركة الأعمال الهندسية, ساراواك
2. محطة حاويات كيساتوان كاكيتانجان كلانج شبكة التنمية المستدامة. دينار بحريني.
3. كيساتوان بيكيرجا-بيكيرجا أيرود شبكة التنمية المستدامة. دينار بحريني.
4. كيساتوان بيكيرجا-بيكيرجا جوهور بورت دينار بحريني.
5. كيساتوان بيكيرجا-بيكيرجا ليمبونغان كابال
6. كيساتوان بيكيرجا-بيكيرجا ليمبونغان تيمور
7. كيساتوان بيكيرجا-بيكيرجا ميسيا المطارات دينار بحريني.
8. كيساتوان بيكيرجا - مطار بيكيرجا ماليزيا دينار بحريني. ساراواك
9. كيساتوان بيكيرجا-بيكيرجا مس الطيران شبكة التنمية المستدامة. دينار بحريني. (لابانغان تيربانغ كيرتيه-كيمامان)
10. كيساتوان بيكيرجا-بيكيرجا حوض بناء السفن البحرية شبكة التنمية المستدامة. دينار بحريني.
11. كيساتوان بيكيرجا-بيكيرجا باكايان سيراجام نقاط البيع
12. كيساتوان بيكيرجا-بيكيرجا بيلابوهان كلانج إدارة ميناء شبكة التنمية المستدامة. دينار بحريني.
13. كيساتوان بيكيرجا-بيكيرجا بينجكالان بيكالان كيمامان شبكة التنمية المستدامة. دينار بحريني.
14. كيساتوان بيكيرجا-بيكيرجا بيربادانان بيركابالان أنتارابانغسا ماليزيا بيرهاد (متفرقات) سيمينانجونغ ماليزيا
15. كيساتوان بيكيرجا-بيكيرجا بيركرينيان بوس ماليزيا بيرهاد
16. كيساتوان بيكيرجا-بيكيرجا بروجيك ليبوهرايا أوتارا سيلاتان (زائد)
17. كيساتوان بينيليا-بينيليا بروجيك ليبوهرايا أوتارا سيلاتان دينار بحريني.
18. سيستيم تليفزيوني (م) دينار بحريني.
19. اتحاد موظفي إدارة ميناء كلانج
20. نظام الخطوط الجوية الماليزية اتحاد الموظفين شبه جزيرة ماليزيا
21. جمعية الموظفين التنفيذيين ماس
22. الاتحاد الوطني لعمال الصحف
23. الاتحاد الوطني لموظفي تليكوم
24. نقابة عمال ميناء بينانغ
25. بيرساتوان بيغاواي-بيغاواي كانان ليمباغا بيلابوهان كلانج
26. بوس ماليزيا بيرهاد نقابة الموظفين الكتابيين ، صباح
27. اتحاد عمال السكك الحديدية في مالايا
28. اتحاد موظفي هيئة ميناء راجانج
29. اتحاد عمال مالايا
30. نقابة عمال هيئة ميناء صباح
31. نقابة عمال النقل
32. اتحاد العاملين في موردي الخدمات المساعدة في الموانئ
33. كيساتوان بيكيرجا-بيكيرجا تليكوم ماليزيا دينار بحريني. صباح
34. مس الطيران شبكة التنمية المستدامة. دينار بحريني. اتحاد الموظفين ساراواك
35. كيساتوان بيغاواي-ميناء بيغاواي كانان بينانغ شبكة التنمية المستدامة. دينار بحريني.
36. بيساتوان بيغاواي كيسيلاماتان بوكان إكسيكوتيف كوانتان ميناء كونسورتيوم شبكة التنمية المستدامة. دينار بحريني.
37. كيساتوان بيكيرجا-بيكيرجا تليكوم ماليزيا دينار بحريني. صباح
38. كيساتوان بيكيرجا تليكوم ماليزيا بيرهاد ساراواك
39. برساتوان إكسكوتيف بوس ماليزيا
40. كيساتوان بيكيرجا-بيكيرجا ليمباغا بيلابوهان كوتشينغ
41. بيرساتوان كاكيتانغان إكسيكوتيف سيستم بينربانغان ماليزيا (كك)
42. هذا هو المكان الذي يوجد فيه الكثير من الناس.
43. نقابة عمال الخطوط الجوية ، ساراواك
44. كيساتوان بيكيرجا-بيكيرجا ماليزيا مطارات دينار بحريني. ولاية صباح
45. هذه هي الطريقة التي يمكن بها العثور على أيرود. دينار بحريني.
46. ميناء كيساتوان سيكيرجا كاكيتانجان بينتولو شبكة التنمية المستدامة. دينار بحريني.
47. منوعات.
48. اتحاد موظفي هيئة ميناء كوتشينغ
49. جمعية الموظفين التنفيذيين صباح الخطوط الجوية الماليزية
50. كيساتوان بيلاوت صباح

### الخدمات
1. اتحاد موظفي النادي ، شبه جزيرة ماليزيا
2. اتحاد موظفي خدمات الكومنولث
3. اتحاد موظفي فندق كونكورد
4. كيساتوان كاكيتانغان أم كوليج تونكو عبد الرحمن
5. كيساتوان بيكيرجا-أقلام بيكيرجا ترافيلودج كانغار
6. كيساتوان بيكيرجا-فندق بيكيرجا ساراواك
7. كيساتوان بيكيرجا-بيكيرجا باركرويال كوالالمبور
8. كيساتوان بيكيرجا - شركة بيكيرجا للضمانات بيرهاد
9. كيساتوان بيكيرجا-بيكيرجا سيكوريكور (م)
10. كيساتوان بيكيرجا-بيكيرجا سيكوريكور (م) شبكة التنمية المستدامة. دينار بحريني. صباح
11. كيساتوان بيكيرجا-بيكيرجا سيكوريكور ساراواك
12. كيساتوان بينغاوال-بينغاوال كيسيلاماتان الماليزية المصرفية
13. الاتحاد الوطني لعمال الفنادق والحانات والمطاعم ، شبه جزيرة ماليزيا
14. الاتحاد الوطني لسباق الخيل سيسيس القلم
15. الاتحاد الوطني للمعلمين في المدارس المستقلة
16. اتحاد عمال يوم السباق بينانغ تيرف كلوب
17. منتجع العالم دينار بحريني. الاتحاد التنفيذي
18. اتحاد موظفي المنتجع العالمي
19. اتحاد ساراواك للخدمات الطبية
20. اتحاد العاملين في الخدمات الصحية الطبية الخاصة
21. نقابة العاملين في النقابات العمالية
22. اتحاد موظفي نادي ساراواك
23. كيساتوان بيكيرجا-بيكيرجا ب. براون للصناعات الطبية شبكة التنمية المستدامة. دينار بحريني.
24. كيساتوان كيبانغسان كاكيتانغان أكاديميك معهد بينغاجيان تينغي
25. كيساتوان بيكيرجا-بيكيرجا زيتافيست شبكة التنمية المستدامة. دينار بحريني.
26. هذا هو المكان الذي يوجد فيه الكثير من الناس في ماليزيا.
27. اتحاد موظفي فندق ومنتجع ومطعم صباح
28. كيساتوان بيكيرجا-بيكيرجا علم فلورا شبكة التنمية المستدامة. دينار بحريني.
29. كيساتوان بيكيرجا-بيكيرجا إل إس جي سكاي شيفتس-شبكة التنمية المستدامة لإبراهيم. دينار بحريني.

### الخدمات الحكومية
1. اتحاد الموظفين المندمج في الخدمات الكتابية الحكومية والخدمات المرتبطة بها
2. صندوق ادخار الموظفين اتحاد موظفي مجلس الإدارة
3. اتحاد عمال مجلس مدينة كوالالمبور
4. كيساتوان كاكيتانغان أم يونيفرسيتي بوترا ماليزيا
5. كيساتوان كاكيتانجان كومبولان وانغ سيمبانان بيكيرجا ساراواك
6. كيساتوان كاكيتانغان ليمباغا باساران دان بيليسن غيتاه ماليزيا ، سيمينانجونغ ماليزيا
7. كيساتوان كاكيتانغان ليمباغا أوروسان دان تابونج حاجي
8. كيساتوان كاكيتانغان ليمباغا بيمبانغونان بيلابوران ماليزيا (ميدا)
9. كيساتوان كيبانغسان بيمبانتو تادبير كيشاتان سيمينانجونغ ماليزيا
10. كيساتوان بيغاواي-بيغاواي هاسيل دلام نيجري
11. كيساتوان بيغاواي - مجلس بيغاواي أمانة راكيات (مارا)
12. كيساتوان بيكيرجا بيكيرجا جباتان سيتاك كيراجان
13. كيساتوان بيكيرجا-بيكيرجا جباتان كيباجيكان ماسياركات ماليزيا سيمينانجونغ ماليزيا (كيكماس)
14. كيساتوان بيكيرجا-بيكيرجا كوبيراسي بوليس ديراجا ماليزيا دينار بحريني.
15. كيساتوان بيكيرجا-بيكيرجا بيربادانان كيماجوان بيلانكونغان ماليزيا
16. كيساتوان بيكيرجا-بيكيرجا بيبادانان بيمبانغونان بندر ماليزيا
17. كيساتوان بيكيرجا - حديقة حيوان بيكيرجا نيجارا / أكواريوم تونكو عبد الرحمن
18. كيساتوان سيكيرجا أنغوتا كومبولان وانغ سيمبانان صباح
19. كيساتوان سيكيرجا كاكيتانغان كيماجوان باهانغ تينغارا (دارا)
20. مجلس كيساتوان سيكيرجا كاكيتانغان بيربندران تاواو
21. اتحاد الممرضات الملايو
22. اتحاد الخدمات الفنية الماليزية
23. اتحاد موظفي مجلس المطاط الماليزي
24. الاتحاد الوطني لموظفي دائرة الأشغال العامة
25. الاتحاد الوطني لمهنة التدريس
26. اتحاد الخدمات البلدية بينانغ
27. اتحاد موظفي مجلس كهرباء صباح
28. اتحاد صباح للخدمات الطبية
29. جمعية كبار الضباط مستشفى الجامعة
30. اتحاد موظفي المستشفى الجامعي
31. اتحاد هيئة الأركان العامة بجامعة مالايا
32. كيساتوان كاكيتانغان بيربادانان هال إيهوال بيكاس أنغكاتان تينتيرا
33. نقابة موظفي الإيرادات الداخلية صباح
34. كيساتوان كاكيتانغان بيركسو

## أنظر أيضاً
- نقابات عمالية ماليزيا

## روابط خارجية
- الموقع الرسمي